# Metztli
Metztli – w mitologii azteckiej bogini księżyca, nocy i rolników.
Metztli, zwana również Meztli lub Metzi, była prawdopodobnie tą samą postacią co Yohaulticetl, Coyolxauhqui oraz męski bóg księżyca Tecciztecatl.